# Universidade Federal do Agreste de Pernambuco
A Universidade Federal do Agreste de Pernambuco (UFAPE) é uma instituição federal de ensino superior em fase de implantação no município de Garanhuns, Pernambuco. A instituição foi criada através do projeto de lei 5272/2016 que após aprovação na Câmara dos Deputados e no Senado Federal foi sancionada, como Lei Federal n 13.651, pelo presidente Michel Temer em abril de 2018, que também cria a Universidade Federal do Delta do Parnaíba.
A partir de um investimento de R$ 121 milhões,a universidade será implantada através do desmembramento da atual Unidade Acadêmica de Garanhuns (UAG) da Universidade Federal Rural de Pernambuco.
Foi uma das cinco universidades federais a ter grande parte dos seus cargos e funções gratificadas eliminados em 2019 pelo presidente Jair Bolsonaro.